# Annika Billström
Annika Billström, née le 7 avril 1956 à Härnösand, dans le comté de Västernorrland en Suède, est une femme politique suédoise, maire de Stockholm de 2002 à septembre 2006. Elle fait partie du Parti social-démocrate suédois des travailleurs (S).